# Clemens Graf von Waldburg-Zeil
Clemens Graf von Waldburg-Zeil (* 13. April 1960 in München) ist ein deutscher Manager.

## Familie
Clemens Graf von Waldburg-Zeil ist das zweite von fünf Kindern von Alois Graf von Waldburg-Zeil und Trauchburg (1933–2014) und dessen Ehefrau Clarissa, geb. Gräfin von Schönborn-Wiesentheid (1936–2020). Er ist seit 1985 mit Prinzessin Georgina von und zu Liechtenstein (* 1962) verheiratet und mehrfacher Vater.

## Berufliche Laufbahn
Nach dem Abschluss seines Studiums der Informatik und Wirtschaftswissenschaften in Karlsruhe und Tübingen als Diplomkaufmann arbeitete er von 1990 bis 1992 als Prüfungsassistent bei der Wirtschaftsprüfungs- und Steuerberatungsgesellschaft Dr. Lipfert GmbH in Stuttgart, anschließend ebenfalls für die Dr. Lipfert GmbH als Prüfungs- und Verwaltungsleiter sowie Steuerberater in Berlin.
Von 1995 bis 2002 war er als Finanzdezernent des Erzbistums Berlin tätig. Unter seiner Leitung erfolgte die Zusammenführung der Finanzverwaltungen Westberlin mit dem DDR-Teil des Erzbistums in Vorpommern, Brandenburg und Ost-Berlin. Die Wiedervereinigung Deutschlands hatte deutliche finanzielle Auswirkungen auf die Finanzen des Erzbistums. Parallel dazu von 1996 bis 2002 war er Geschäftsführer der EBV GmbH und der Morus Verlag GmbH.
Mit Beginn des Jahres 2003 übernahm er das Amt des Generalsekretärs des Deutschen Roten Kreuzes (DRK). Während seiner Zeit beim DRK konnte Graf von Waldburg-Zeil eine Reihe von Prozessverbesserungen und Innovationen umsetzen. Diese hatte nicht zuletzt zur Folge, dass die Kapitalreserven des DRK-Bundesverbandes, nach jahrelangen Verlusten vor Waldburg-Zeils Eintritt, auf € 53 Mio. aufgebaut werden konnten. Maßgeblich dafür war auch die Initiative 2010plus, deren Kernpunkt es war, die wichtigsten Aufgaben und Leistungen unter rotkreuz-ethischen, qualitativen und wirtschaftlichen Gesichtspunkten flächendeckend einheitlich und erfolgreich anzubieten. Die Initiative 2010plus diente in weiterer Folge als Best-Practice-Vorlage für Veränderungsprozesse in externen Non-Profit-Organisationen wie der Evangelischen Kirche Deutschlands und der Bertelsmann-Stiftung.
Nach einer Reorganisation des DRK, verbunden mit einer Neufassung der Satzungen auf allen Ebenen des Gesamtverbandes, wurde er 2009 zum Vorstandsvorsitzenden des DRK e.V. berufen. Im Rahmen seiner Tätigkeit für das DRK übt er folgende weitere Funktionen aus: Vorstandsvorsitzender der DRK-Stiftungen, Mitglied des Vorstandes der Bundesarbeitsgemeinschaft der freien Wohlfahrtspflege (BAGFW). Seit 2004 ist er zudem Mitglied des Präsidiums und des Präsidialausschusses des Deutschen Vereins für öffentliche und private Fürsorge (DV). Er ist Aufsichtsrat der Aktion Mensch e.V., Mitglied des Stiftungsrates der Stiftung Deutsche Behindertenhilfe und Mitglied des Vorstandes der Stiftung Deutsches Hilfswerk, dem sozialen Arm der ARD-Fernsehlotterie.

## Ehrenamtliche Tätigkeiten
Graf Waldburg war zudem von Beginn an Mitglied der Initiative „Zukunftsforum Öffentliche Sicherheit“, die von vier MdB aus vier Fraktionen des Deutschen Bundestags im Jahr 2007 gegründet wurde. Er ist Mitautor des „Grünbuch öffentliche Sicherheit“, in dem durch Experten aus Politik, Exekutive, Unternehmen, Forschung und Hilfsorganisationen anhand von Katastrophenszenarien offene Fragen des Katastrophenschutzes thematisiert und politische Befassung gefordert wurde. Im Jahr 2009 erfolgte eine Institutionalisierung durch Vereinsgründung; Graf Waldburg ist Gründungsmitglied und Mitglied des vierköpfigen geschäftsführenden Vorstandes.